# 人手不足倒産
人手不足倒産（ひとでぶそくとうさん）は、企業が倒産する形態。

## 概要
人手不足倒産というのは、企業の従業員が離職したためであったり採用することが困難であるために人材が不足することで倒産するということである。このような人手不足倒産になっている背景には、少子高齢化による生産年齢人口が減少していることがある。このような社会において人手不足倒産は中小企業において特に深刻化している問題である。人手不足倒産となってしまった企業は、それまでに人材を確保するために賃上げを行うなどの待遇を改善したものの人材が集まらないために倒産している。業務を行えていたとしても人手不足を原因としてその行っているサービスの低下や仕事が遅くなるなどで業績が悪化したために倒産しているという場合もある。
日本政府は人手不足倒産への対策として外国人労働者の受け入れを拡大することなどを行っている。だがこのことについては、将来は人口が減少するために、このことによる需要が減少するということが予想されているために、どれくらいの人材を確保すれば良いのか判断をするのが難しいという意見もある。それと人手不足倒産への対策として、大企業を中心としてAIやIoTにより業務を行うというシステムの導入が進められている。
2020年代には人手不足倒産が著しくなっている。2023年の人手不足倒産の件数は260件であり過去最多であった。だが翌年の2024年には更に悪化し上半期の人手不足倒産の件数だけで182件であり、これは前年の同期と比較してみれば7割も増加しているという数字であった。
帝国データバンクは2013年より人手不足倒産の調査を行っており、2024年の調査結果では342件と2年連続で過去最多の人手不足倒産の件数を更新した。帝国データバンクは、このような人手不足倒産が増加している背景には賃上げの機運が高まり労働市場の流動化が進んでいることが背景にあるとしており、小規模の企業ほど労働条件が厳しいということから、今後も小規模の企業を中心に人手不足倒産が続くと見ている。
2024年5月に厚生労働省が発表した労働力調査によると就業者数は22ヶ月連続で前年同月を上回っており人手不足は緩和傾向にあるものの、転職を希望する者の人数も過去最多となっているため労働市場の流動化が加速している。従業員の人数が少ない中小企業ならば、退職する人が出たならばこのことでの影響が大きいために、今後も人手不足倒産が増加する可能性があるとする。
人手不足倒産が特に著しいのが建設業と物流業である。これらの業界は2024年問題で人手不足倒産が深刻化するとされてきた。2024年問題での人手不足倒産については帝国データバンクによると、人材を雇うことができずに倒産するのと、人材を雇うことができても人件費の負担が大きくなることから倒産するケースが増えているとのこと。帝国データバンクによると、建設業と物流業の2業種で人手不足倒産の全体の45.4%を占めている。このうちでは従業員が10人未満の零細企業が8割を占めている。人手不足倒産はコロナ禍が収まり景気の持ち直しと共に顕在化しており、特に2024年問題の関連企業にしわ寄せが来ている。人手不足倒産を解消するためには賃上げが求められており、石破茂首相は最低賃金の全国平均を1500円にすることを2020年代に実現させる方針を持ち出しているものの、小林健 (実業家)日本商工会議所会頭は賃金を引き上げること事態には異論はないとしているものの、支払い能力が一番の問題であり中小企業の支払い能力を超えていたならばこのことから倒産するということを懸念する。
生産年齢人口が1995年をピークに減少し、合計特殊出生率の低下もあって改善も見込めず、県などの自治体によっては外国人労働者の受入れによって乗り切ろうと試みているところも多い。しかし、外国人増に対する不安や偏見から地域住民の抵抗感も見られる。一方で、そもそも労働賃金の高いオーストラリア、ニュージーランドや、同様な問題に先に見舞われ外国人労働者を受け入れる内に様々な問題に国としての対応が進んだ韓国等に比べ、日本の魅力自体が落ちていて、実際に中国の労働者に行き先として以前より希望されなくなり出す等、今後ますます日本が選ばれなくなるのではないかという懸念も起きている。